# Баркетов, Александр Николаевич
Александр Николаевич Баркетов (15 декабря 1954, Вознесенка, Акмолинская область — 6 октября 1997, Ростов-на-Дону) — советский футболист, защитник и полузащитник. Мастер спорта СССР (1982).

## Биография
Воспитанник футбольной школы московского ЦСКА. С 1974 года выступал за дубль команды. В основном составе армейцев дебютировал 1 июня 1975 года в матче высшей лиги против киевского «Динамо», отыграв первые 56 минут. Всего за московский клуб сыграл два матча.
В 1976 году перешёл в ростовский СКА, отыграв сезон в первой лиге. В начале 1977 года перешёл в куйбышевские «Крылья Советов», но основным игроком не стал, сыграв в высшей лиге только один матч — 16 апреля 1977 года против «Арарата». Летом 1977 года вернулся в ростовский СКА, где бессменно выступал до 1982 года. По итогам сезона 1978 года со своим клубом вышел в высшую лигу. 16 ноября 1979 года забил свой первый гол на высшем уровне, оказавшийся победным в матче с ленинградским «Зенитом» (1:0). В 1981 году стал обладателем Кубка СССР, однако в финальном матче не играл, в том же году сыграл 4 матча в Кубке Кубков.
Всего в высшей лиге сыграл 50 матчей и забил один гол.
В конце карьеры выступал за клубы второй лиги — «Металлург» (Липецк) и «Атоммаш» (Волгодонск).